# Németság község
Németság község (románul: Comuna Șagu) község Arad megyében, Romániában. Központja Németság, beosztott falvai Féregyház, Németságipuszta, Temesfűzkút, Temeskeresztes.

## Népessége
A 2011-es népszámlálás adatai alapján a község népessége 3776 fő volt.